# Ottosonderia monticola
Ottosonderia monticola är en isörtsväxtart som först beskrevs av Otto Wilhelm Sonder, och fick sitt nu gällande namn av L. Bol. Ottosonderia monticola ingår i släktet Ottosonderia och familjen isörtsväxter. Inga underarter finns listade i Catalogue of Life.